# 莫泰利亚诺
莫泰利亚诺（義大利語：Mortegliano）是意大利弗留利-威尼斯朱利亚大区乌迪内省的一个市镇。总面积29.99平方公里，人口5182人，人口密度172.8人/平方公里（2009年）。ISTAT代码为030062。